# Благодатное (Барвенковский район)
Благода́тное (укр. Благодатне), село, 
Подоловский сельский совет,
Изюмский район,
Харьковская область.
Код КОАТУУ — 6320485503. Население по переписи 2001 г. составляет 88 (45/43 м/ж) человек.

## Географическое положение
Село Благодатное находится на правом болотистом берегу реки Сухой Торец, есть мост.
Примыкает к селу Подоловка,
на противоположном берегу реки – село Даниловка.
В 3-х км находится железнодорожная станция Языково.